# Elia Viviani
Elia Viviani (* 7. Februar 1989 in Vallese di Oppeano) ist ein italienischer Bahn- und Straßenradrennfahrer. 2016 wurde er Olympiasieger im Omnium. Weiters ist Viviani zweifacher Weltmeister im Ausscheidungsfahren und gewann im Jahr 2018 die Punktewertung des Giro d’Italia.

## Karriere

### Nachwuchsklassen auf der Bahn
Viviani wurde 2006 im Bahnradsport Europameister der Junioren im Teamsprint und im Scratch. Bei den Junioren-Weltmeisterschaften in Gent gewann er die Bronzemedaille im Madison. Im Jahr darauf wurde Viviani Italienischer Meister in der Mannschaftsverfolgung der Junioren und im Teamsprint der Jugendklasse. Bei den Europameisterschaften gewann er die Goldmedaille im Punktefahren und Bronze im Teamsprint. Bei den Junioren-Weltmeisterschaften in Aguascalientes gewann er Bronze in der Mannschaftsverfolgung. 2008 holte sich Viviani bei der U23-Europameisterschaft die Bronzemedaille in der Mannschaftsverfolgung und jeweils Gold im Scratch und im Madison.

### Beginn der Straßenrad-Karriere
Im April des Jahres 2010 unterschrieb Viviani einen Vertrag beim italienischen UCI WorldTeam Liquigas-Doimo, das später unter dem Namen Cannondale Pro Cycling fuhr. Nachdem er bereits als Junior das Straßenrennen Memorial Leonardo Massaro gewonnen hatte und am Anfang des Jahres bei der Kuba-Rundfahrt erfolgreich gewesen war, bestritt er nun höherklassige Rennen auf der Straße und feierte bei der Türkei-Rundfahrt einen Etappensieg im Sprint. Am Ende der Saison war er zudem bei den Eintagesrennen Memorial Marco Pantani und Memorial Frank Vandenbroucke erfolgreich. In den beiden nachfolgenden Jahren konnte der italienische Sprinter 14 weitere Siege einfahren, wobei er bei der Tour of Beijing 2011 seine erste Etappe eines Rennens der UCI WorldTour gewann. Ein weiteres Highlight war sein Gesamtsieg beim Giro della Provincia di Reggio Calabria im Jahr 2012. Sein Grand-Tour-Debüt gab Viviani bei der Vuelta a España 2012, bei der er sich im Massensprint zweimal dem Deutschen John Degenkolb geschlagen geben musste. Im Jahr 2013 ging Elia Viviani beim Giro d’Italia an den Start und verpasste auf der Auftaktetappe als Etappenzweiter die Chance auf die Maglia Rosa. Nachdem er seine erste Italien-Rundfahrt als 113. beendet hatte, gewann er eine Etappe des Critérium du Dauphiné 2013, ehe er mit zwei Etappensiegen die Tour of Elk Grove für sich entschied. Am Ende der Saison siegt er beim Dutch Food Valley Classic und trug nach einem Etappensieg für einen Tag das Trikot des Gesamtführenden bei der Tour of Britain. Im Jahr 2014 konnte Viviani sechs Saisonsiege verzeichnen, wobei er beim Giro d’Italia und bei seiner ersten Tour de France ohne Etappensieg blieb.
Auf der Bahn absolvierte Elia Viviani in jenen Jahren seine ersten internationalen Wettkämpfe in der Elite-Klasse. Bei den UCI-Bahn-Weltmeisterschaften 2011 in Apeldoorn errang er die Silbermedaille im Scratch und belegte im Omnium den siebten Rang. Im Madison fuhr er gemeinsam mit Davide Cimolai auf Platz sechs. Nachdem er mit Jacopo Guarnieri das Sechstagerennen von Fiorenzuola d’Arda gewonnen hatte, wurde er U23-Europameister im Punktefahren und Omnium. Gemeinsam mit Davide Cimolai holte er zudem die Silbermedaille im Madison. Bei den Bahn-Weltmeisterschaften des Jahres 2012 in Melbourne stürzte er bei seiner Teilnahme im Omnium so schwer, dass er aufgeben musste. Im Oktober desselben Jahres holte er bei den Bahn-Europameisterschaften seinen ersten Europameistertitel in der Elite-Klasse als er das Punktefahren für sich entschied. Im Jahr 2013 wurde er Europameister im Punktefahren und Madison, ehe er im Jahr 2014 auch den Titel im Omnium gewann.

### Wechsel zum Team Sky

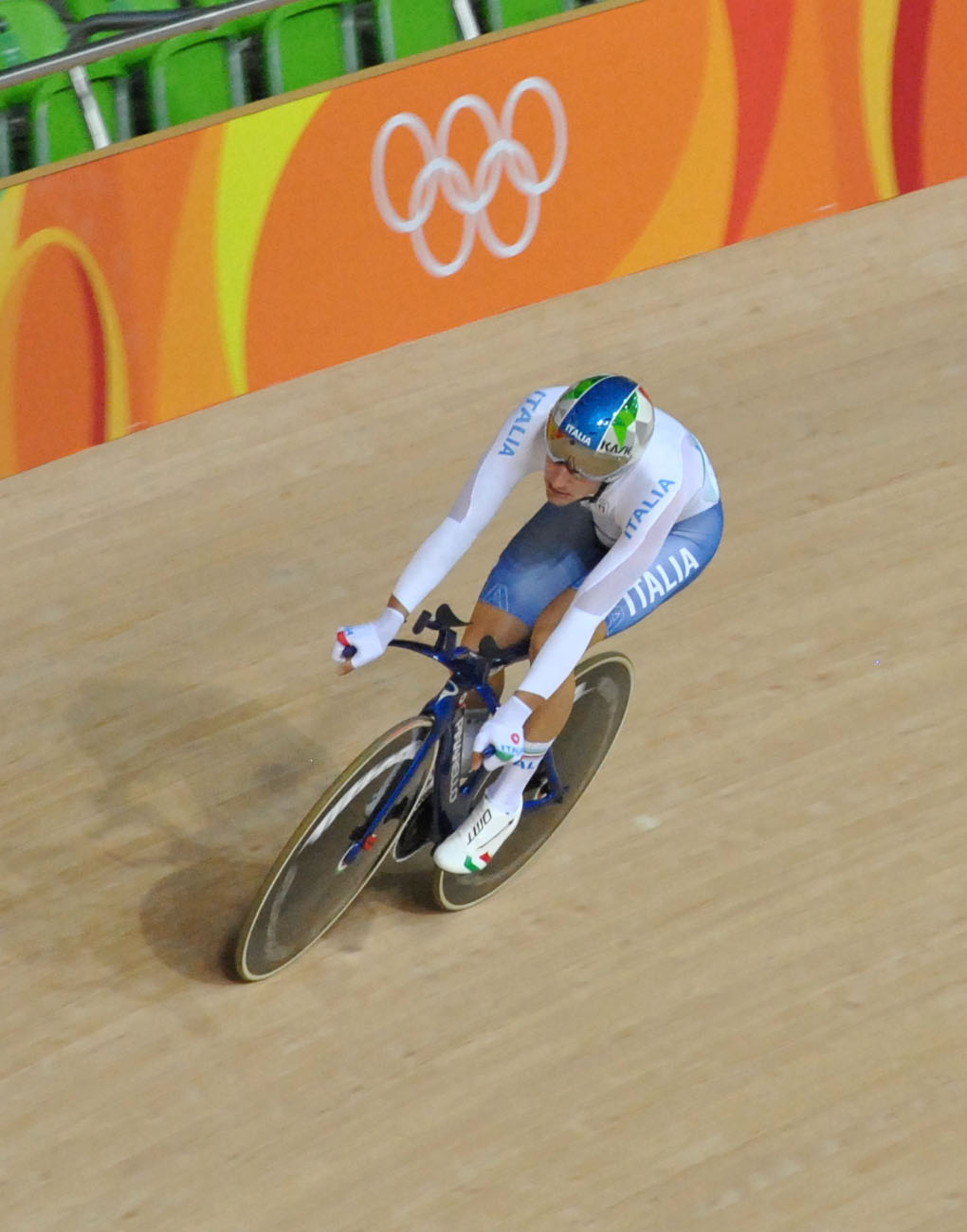
2016 wird Viviani Olympiasieger im Omnium

Zu Beginn des Jahres 2015 wechselte Elia Viviani zum britischen Team Sky, das sich in den vorangegangenen Jahren zur stärksten Kraft im Peloton entwickelt hatte. Nachdem Viviani seinen ersten Saisonsieg im Februar bei der Dubai Tour gefeiert hatte, wurde er Dritter des belgischen Klassikers Kuurne–Brüssel–Kuurne. Beim Giro d’Italia 2015 gelang ihm auf der 2. Etappe sein erster Grand-Tour-Etappensieg, als er sich im Massensprint in Genua durchsetzte. Im Anschluss war der Italiener auch bei einer Etappen der Eneco Tour erfolgreich und gewann drei bzw. zwei Etappen der Tour of Britain und Abu Dhabi Tour, wobei er bei letzterer auch die Punktewertung für sich entschied. Im Jahr 2016 fokussierte sich Elia Viviani auf die Bahn-Wettbewerbe bei den Olympischen Spielen in Rio de Janeiro, wo er die Goldmedaille im Omnium gewann und sich im Alter von 27 Jahren zum Olympiasieger krönte. Mit jeweils einem Etappensieg bei der Dubai Tour und den Drei Tage von De Panne war er auf der Straße im Jahr 2016 nur zwei Mal erfolgreich. Nach der Olympiasaison bestritt Elia Viviani im Jahr 2017 keine Wettkämpfe auf der Bahn und legte den Fokus wieder vermehrt auf den Straßenradsport. Im Frühjahr fuhr er als Neunter bei Mailand–Sanremo erstmals in die Top 10 eines Monuments des Radsports und wurde wenige Wochen später Zweiter des Scheldeprijs. Nach Etappensiegen bei der Tour de Romandie, Route du Sud und Österreich-Rundfahrt belegte er im August hinter Alexander Kristoff den Zweiten Rang bei den Straßen-Europameisterschaften, ehe er die Massensprints der Hamburg Cyclassics und Bretagne Classic Ouest-France gewann, die als Eintagesrennen der UCI WorldTour der höchsten Rennserie des Straßenradsports angehörten. Mit weiteren Etappensiegen bei der Tour du Poitou Charentes und Tour of Britain konnte Elia Viviani in seiner letzten Saison für das Team Sky insgesamt neun Siege einfahren.
Neben seinem Olympiasieg im Jahr 2016 war Elia Viviani in seiner Zeit beim Team Sky auch bei anderen Bahn-Wettbewerben erfolgreich. Bereits 2015 wurde er zum zweiten Mal Europameister im Omnium, nachdem er bei den Bahn-Weltmeisterschaften Bronze im Omnium und Silber im Madison gemeinsam mit Liam Bertazzo gewonnen hatte. Zudem gewann er mit Michele Scartezzini zum zweiten Mal das Sechstagerennen von Fiorenzuola d’Arda.

### Wechsel zum Team Quick-Step

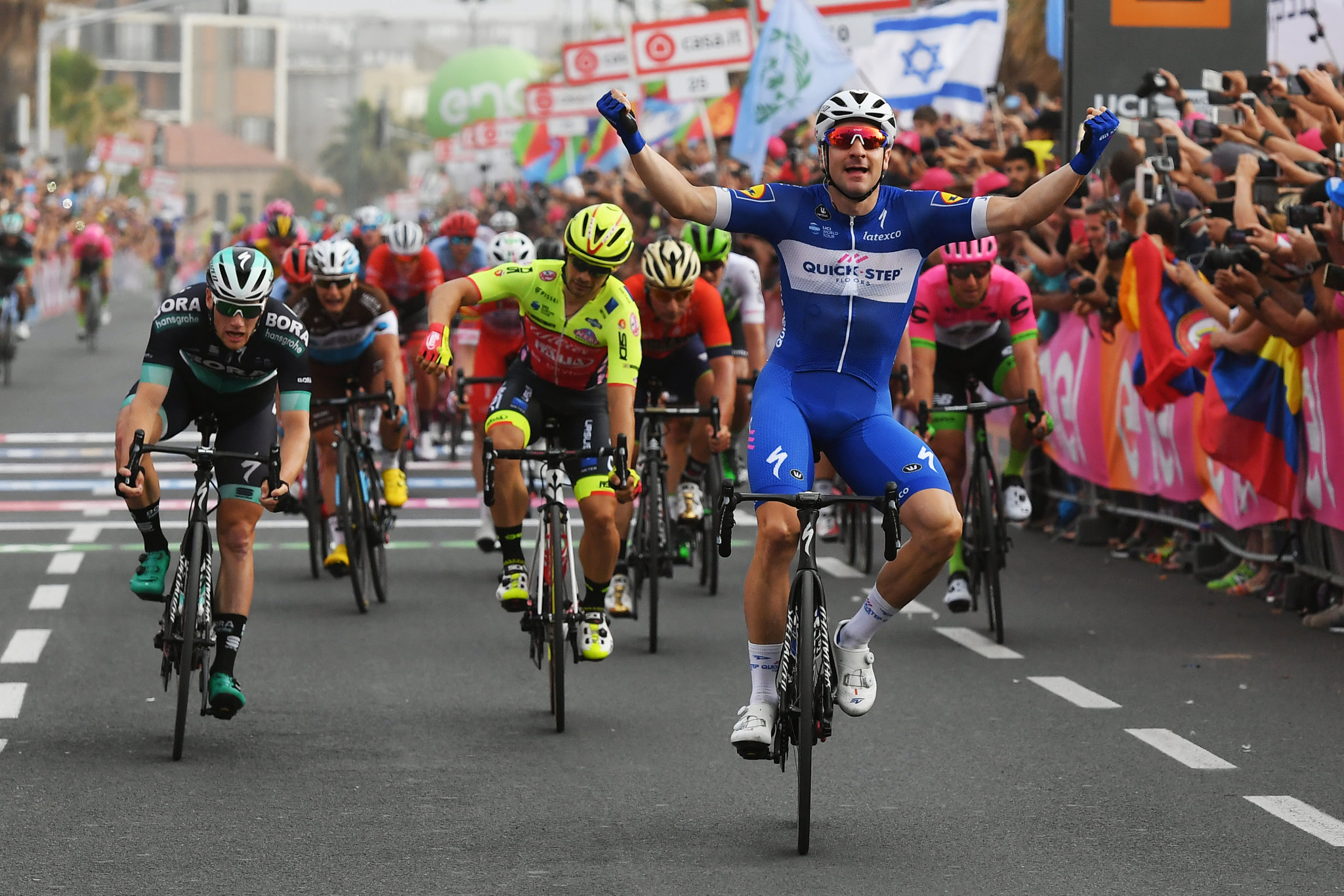
Viviani gewinnt die 2. Etappe des Giro d’Italia 2018 in Tel Aviv

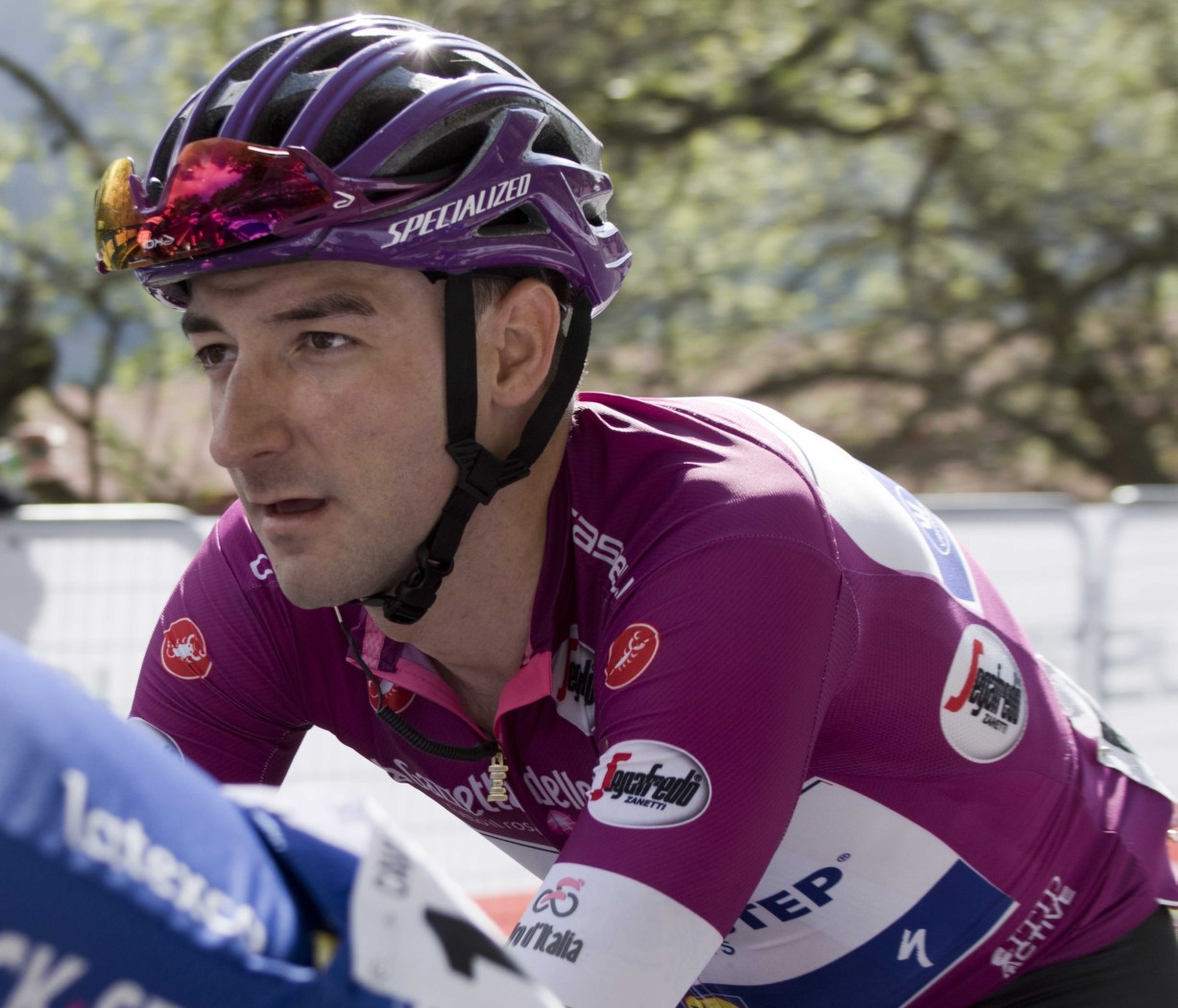
Elia Viviani in der Maglia Ciclamino

Nach drei Jahren beim Team Sky wechselte Elia Viviani zum belgischen Team Quick-Step Floors, das später auch unter dem Namen Deceuninck-Quick Step an den Start ging. Bei seinem ersten Saisonrennen, der Tour Down Under gewann er seine erste Etappe, ehe er Zweiter des Cadel Evans Great Ocean Road Race wurde. Mit zwei Etappensiegen gewann er die Gesamtwertung der Dubai Tour, bei der er auch die Punktewertung für sich entschied. Nachdem er auch eine Etappe und die Punktewertung der Abu Dhabi Tour für sich entscheiden konnte, ging er bei mehreren Frühjahresklassikern an den Start und gewann das Eintagesrennen Driedaagse Brugge-De Panne, bevor er sich bei Gent–Wevelgem nur dem Weltmeister Peter Sagan geschlagen geben musste. Beim Giro d’Italia 2018 überzeugte Viviani mit vier Etappensiegen und gewann zudem die Punktewertung. Im Anschluss an vier Etappensiege beim Adriatica Ionica Race wurde er erstmals italienischer Meister im Straßenrennen. Nach Platz zwei beim Prudential RideLondon-Surrey Classic wiederholte er seinen Erfolg bei den Hamburg Cyclassics, ehe er zum Saisonende drei Etappen der Vuelta a España 2018 gewann. Nach seinen 18 Saisonsiegen im Jahr 2018 konnte Viviani auch in der nachfolgenden Saison mit 11 Tagessiegen überzeugen. Nachdem er bei den UCI-WorldTour-Rennen der Tour Down Under, UAE Tour und Tirreno–Adriatico jeweils eine Etappe gewonnen hatte, war er bei der Tour de Suisse gleich zwei Mal erfolgreich und ging wenig später bei seiner zweiten Tour de France an den Start. Auf der 4. Etappe setzte er sich im Sprint vor Alexander Kristoff und Caleb Ewan durch, womit er jeweils mindestens eine Etappe bei allen drei Grand Tours gewonnen hatte. Neben seinen Etappensiegen konnte Viviani im Jahr 2019 auch bei den Eintagesrennen überzeugen. Nachdem er im Vorjahr beim Cadel Evans Great Ocean Road Race und Prudential RideLondon-Surrey Classic knapp geschlagen worden war, triumphierte er in der Saison 2019 bei beiden Rennen. Zudem konnte er zum dritten Mal in Folge die Hamburg Cyclassics gewinnen und krönte sich in Alkmaar zum Europameister im Straßenrennen. Seinen letzten Sieg für die belgische Deceuninck-Quick Step-Mannschaft feierte er auf der abschließenden Etappe der Slowakei-Rundfahrt.
Nachdem Elia Viviani im Jahr 2017 keine Wettkämpfe auf der Bahn bestritten hatte, gewann er gemeinsam mit Francesco Lamon, Liam Bertazzo, Michele Scartezzini und Filippo Ganna den Europameistertitel in der Mannschaftsverfolgung. Im Omnium belegte er den Zweiten Rang. Gemeinsam mit Iljo Keisse triumphierte er bei den Sechstagerennen von Gent, ehe er ein Jahr später mit Simone Consonni die Six Days of London gewann. Im Jahr 2019 wurde Elia Viviani erstmals Europameister im Ausscheidungsfahren.

### Wechsel zu Cofidis

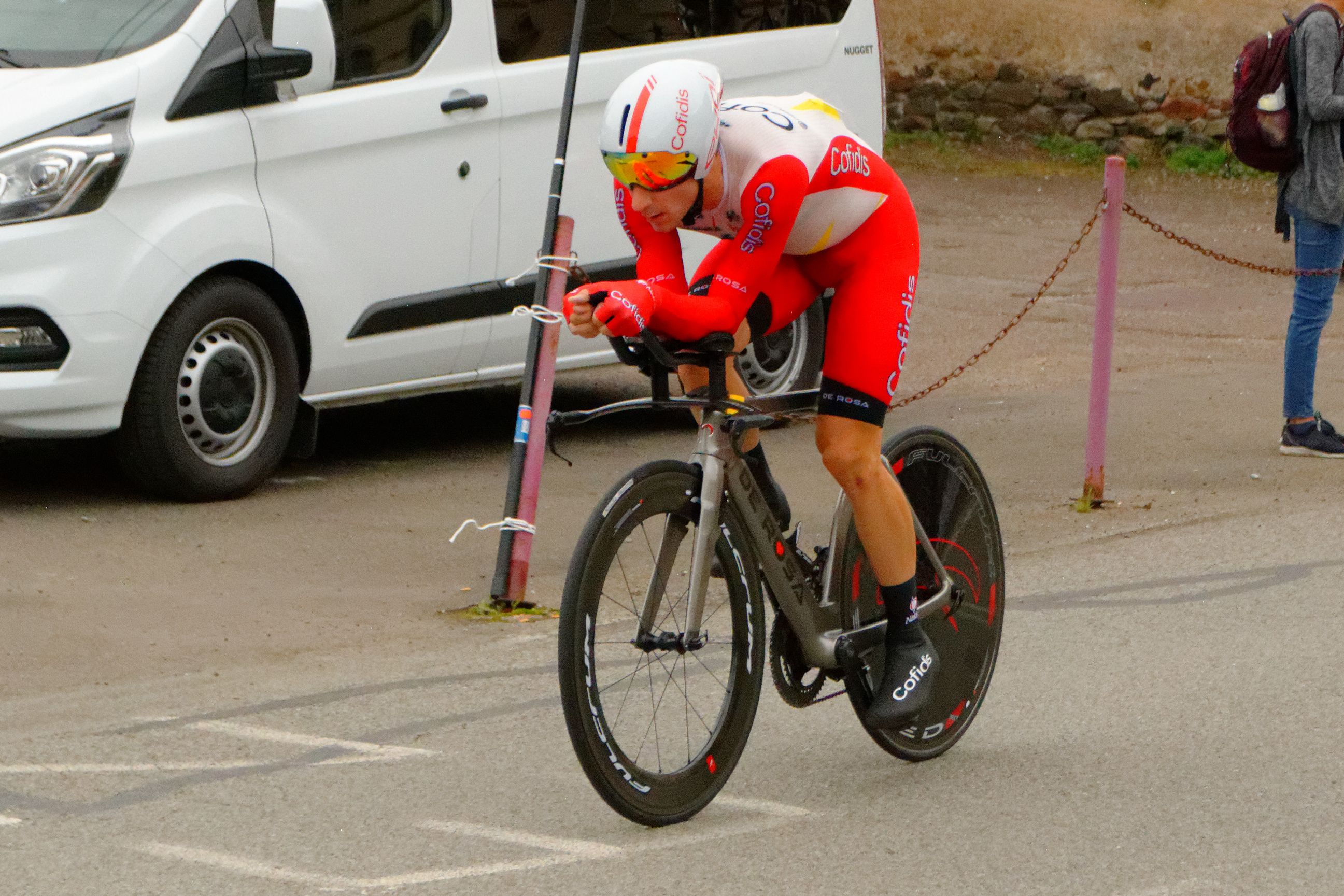
Die Tour de France 2020 bestreitet Viviani für das Team Cofidis

Nach seinen Erfolgen konnte Elia Viviani nach seinem Wechsel zur französischen Cofidis Mannschaft nicht an seine Leistungen der vorangegangenen Jahre anschließen. In der Saison 2020 blieb er ohne Etappensieg und konnte weder bei der Tour de France noch beim Giro d’Italia überzeugen. Im Januar 2021 wurde bei Viviani eine Herzrhythmusstörung festgestellt, und er musste eine mehrwöchige Trainingspause einlegen. Nach seiner Genesung gewann er mit dem Grand Prix Cholet-Pays de la Loire, Grand Prix de Fourmies und Grand Prix d’Isbergues drei kleinere französische Eintagesrennen, sowie jeweils zwei Etappen des Adriatica Ionica Race und der Tour Poitou-Charentes en Nouvelle-Aquitaine.
Auf der Bahn belegte Viviani bei den Weltmeisterschaften des Jahres 2020 den neunten Platz im Omnium und gemeinsam mit Simone Consonni den siebten Platz im Madison. Ein Jahr später holte er bei den Olympischen Spielen von Tokio die Bronze-Medaille im Omnium. Nachdem Viviani bei den Bahnradsport-Europameisterschaften des Jahres 2021 ohne Podiumsplatzierung geblieben war, wurde er bei den Weltmeisterschaften in Roubaix Dritter des Omnium, ehe er sich im Alter von 32 Jahren im Ausscheidungsfahren seinen ersten Weltmeistertitel auf der Bahn sicherte.

### Wechsel zu den Ineos Grenadiers

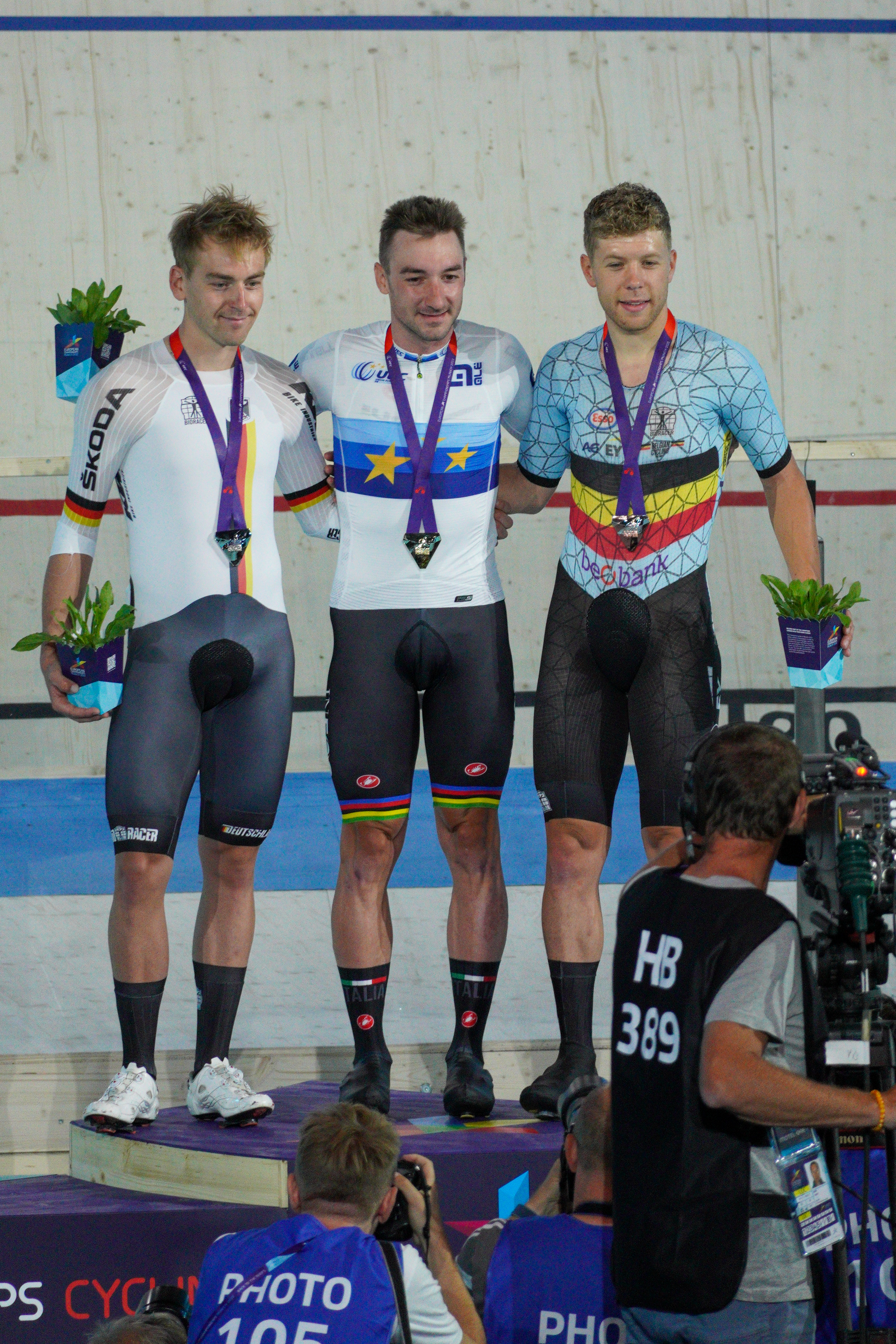
Elia Viviani sichert sich im Jahr 2022 den siebten Europameistertitel

Im Jahr 2022 wechselte Elia Viviani zurück zu den Ineos Grenadiers, für die er bereits zwischen 2015 und 2017 (damals Team Sky) an den Start gegangen war. In seiner ersten Saison konnte er jedoch mit jeweils einer Etappe der Tour de La Provence und Kroatien-Rundfahrt nur zwei kleinere Rennen für sich entscheiden. Auch im Jahr 2023 blieb er hinter seinen Bestleistungen zurück, obwohl er Dritter der Cyclassics Hamburg wurde und eine Etappe der Tour of Guangxi gewann, die die abschließende Rundfahrt der UCI WorldTour 2023 darstellte.
2022 wurde Elia Viviani in München Europameister im Ausscheidungsfahren, nachdem er erst wenige Stunden zuvor das Straßenrennen der kontinentalen Meisterschaften als Siebter beendet hatte. Wenige Monate später holte er bei den Bahnradsport-Weltmeisterschaften in Saint-Quentin-en-Yvelines seinen zweiten Weltmeistertitel im Ausscheidungsfahren und sicherte sich ein Jahr später die Bronzemedaille.
2023 wurde Viviani erstmals nicht Weltmeister im Ausscheidungsfahren, holte aber die Bronzemedaille. Im Herbst gewann er die Auftaktetappe der Tour of Guangxi 2023, sein erster WorldTour-Sieg seit vier Jahren.
2024 war Viviani mehrfach von Sturzpech betroffen; während ein Massensturz in der UAE glimpflich für ihn ausging, musste er Paris–Roubaix vorzeitig aufgeben, wie auch andere Frühjahrsklassiker.
Bei den Olympischen Spielen 2024 in Paris gewann Viviani im Gespann mit Simone Consonni die Silbermedaille im Madison.

### Wechsel zu Lotto
Nachdem sein Vertrag bei den Ineos Grenadiers nicht verlängert worden war, unterschrieb Elia Viviani im Februar 2025 einen Einjahresvertrag bei dem belgischen UCI ProTeam Lotto.

## Privates und Ehrungen
Am 22. Oktober 2022 heiratete Viviani in Mereto di Tomba seine langjährige Lebensgefährtin Elena Cecchini, die ebenfalls als Radrennfahrerin aktiv ist und aus diesem Ort stammt.
2016 wurde Elia Viviani von den Leser der Webseite Cyclingnews.com zum besten Bahnradfahrer des Jahres gewählt. 2019 wurde er in Verona mit der Sportauszeichnung Cangrande d’or geehrt. 2018 gewann Viviani bei der Verleihung der Gazzetta Sports Awards in der Kategorie Leistung des Jahres („Exploit dell’anno“).
2021 wurde Elia Viviani zum Fahnenträger der italienischen Mannschaft bei den Olympischen Spielen 2021 in Tokio bestimmt, gemeinsam mit der Sportschützin Jessica Rossi.
Im Herbst 2021 wurde er neben der Niederländerin Shanne Braspennincx für vier Jahre in die Athletenkommission des Weltradsportverbandes UCI als Vertreter für den Bereich Bahnradsport gewählt.

## Erfolge
| 2006 - Junioren-Europameister – Scratch - Italienischer Junioren-Meister – Teamsprint (mit Tomas Alberio und Marco Benfatto), Zweier-Mannschaftsfahren (mit Tomas Alberio) 2007 - Junioren-Europameister – Punktefahren - Italienischer Junioren-Meister – Zweier-Mannschaftsfahren (mit Nicolò Martinell), Teamsprint (mit Andrea Guardini und Stefano Melegaro), Mannschaftsverfolgung (mit Filippo Fortin, Mario Sgrinzato und Mirko Tedeschi) 2008 - U23Europameister – Scratch (U23), Zweier-Mannschaftsfahren (mit Tomas Alberio) - Italienischer Meister – Mannschaftsverfolgung (mit Alex Buttazzoni, Davide Cimolai, Gianni Da Ros und Jacopo Guarnieri) 2009 - Europameister – Scratch (U23) - Italienischer Meister – Omnium, Mannschaftsverfolgung (mit Davide Cimolai, Jacopo Guarnieri und Daniel Oss) 2010 - Italienischer Meister – Omnium 2011 - Weltmeisterschaft – Scratch - Sechstagerennen von Fiorenzuola d’Arda (mit Jacopo Guarnieri) - U23-Europameister – Punktefahren, Omnium - U23-Europameisterschaft – Madison - Italienischer Meister – Einerverfolgung, Punktefahren, Zweier-Mannschaftsfahren (mit Davide Cimolai) 2012 - Europameister – Punktefahren 2013 - Europameister – Punktefahren, Zweier-Mannschaftsfahren (mit Liam Bertazzo), Derny mit Schrittmacher: Christian Dagnoni - Italienischer Meister – Punktefahren, Zweier-Mannschaftsfahren (mit Michele Scartezzini) 2014 - Italienischer Meister – Omnium - Europameister – Omnium 2015 - Weltmeisterschaft – Omnium - Weltmeisterschaft – Madison mit Liam Bertazzo - Europameister – Omnium 2016 - Olympiasieger – Omnium - Sechstagerennen Fiorenzuola d’Arda (6 Giorni delle Rose) (mit Michele Scartezzini) 2017 - Sechstagerennen von Turin (mit Francesco Lamon) 2018 - Europameister – Mannschaftsverfolgung (mit Francesco Lamon, Liam Bertazzo, Michele Scartezzini und Filippo Ganna) - Sechstagerennen von Gent (mit Iljo Keisse) 2019 - Europameister – Ausscheidungsfahren - Six Days of London (mit Simone Consonni) 2021 - Olympische Spiele – Omnium - Italienischer Meister – Punktefahren - Weltmeisterschaft – Omnium - - Ausscheidungsfahren 2022 - Nations’ Cup in Glasgow - Ausscheidungsfahren - Europameister – Ausscheidungsfahren - Weltmeister – Ausscheidungsfahren - Italienischer Meister – Punktefahren, Omnium 2023 - Weltmeisterschaft – Ausscheidungsfahren - Italienischer Meister – Einerverfolgung, Punktefahren, Mannschaftsverfolgung (mit Davide Boscaro, Francesco Lamon und Michele Scartezzini) 2024 - Olympische Spiele – Madison (mit Simone Consonni) - Weltmeisterschaft – Ausscheidungsfahren | 2010 - eine Etappe Vuelta a Cuba - eine Etappe Presidential Cycling Tour of Turkey - Memorial Marco Pantani - Binche–Tournai–Binche 2011 - Gran Premio Costa degli Etruschi - Tour de Mumbai I-Nashik Cyclothon - eine Etappe Tour de Slovénie - Gran Premio Nobili Rubinetterie – Coppa Città di Stresa - zwei Etappen USA Pro Cycling Challenge - eine Etappe Giro di Padania - eine Etappe Tour of Beijing 2012 - eine Etappe Tour de San Luis - Gran Premio Costa degli Etruschi - Gesamtwertung und zwei Etappen Giro della Provincia di Reggio Calabria - eine Etappe Settimana Internazionale - eine Etappe Tour of Beijing 2013 - eine Etappe Critérium du Dauphiné - Gesamtwertung und zwei Etappen Tour of Elk Grove - Dutch Food Valley Classic - eine Etappe Tour of Britain 2014 - eine Etappe Settimana Internazionale - zwei Etappen Presidential Cycling Tour of Turkey - eine Etappe Tour de Slovénie - eine Etappe USA Pro Challenge - Coppa Bernocchi 2015 - eine Etappe Dubai Tour - Mannschaftszeitfahren Tour de Romandie - eine Etappe Giro d’Italia - eine Etappe Eneco Tour - zwei Etappen Tour of Britain - zwei Etappen Abu Dhabi Tour 2016 - eine Etappe Dubai Tour - eine Etappe Driedaagse van De Panne-Koksijde 2017 - eine Etappe Tour de Romandie - Gesamtwertung Hammer Sportzone Limburg - eine Etappe Route du Sud - zwei Etappen Österreich-Rundfahrt - Europameisterschaft – Straßenrennen - Cyclassics Hamburg - zwei Etappen und Punktewertung Tour du Poitou-Charentes - Bretagne Classic Ouest-France - eine Etappe Tour of Britain 2018 - eine Etappe Tour Down Under - Gesamtwertung, Punktewertung und zwei Etappen Dubai Tour - eine Etappe und Punktewertung Abu Dhabi Tour - Driedaagse van De Panne-Koksijde - vier Etappen und Punktewertung Giro d’Italia - drei Etappen, Mannschaftszeitfahren und Punktewertung Adriatica Ionica Race - Italienischer Meister – Straßenrennen - Cyclassics Hamburg - drei Etappen Vuelta a España 2019 - eine Etappe Tour Down Under - Cadel Evans Great Ocean Road Race - eine Etappe und Punktewertung UAE Tour - eine Etappe Tirreno–Adriatico - zwei Etappen Tour de Suisse - eine Etappe Tour de France - Prudential RideLondon & Surrey Classic - Europameister – Straßenrennen - Cyclassics Hamburg - eine Etappe Slowakei-Rundfahrt 2021 - Grand Prix Cholet-Pays de la Loire - zwei Etappen und Punktewertung Adriatica Ionica Race - zwei Etappen Tour du Poitou-Charentes - Grand Prix de Fourmies - Grand Prix d’Isbergues 2022 - eine Etappe Tour de La Provence - eine Etappe Kroatien-Rundfahrt 2023 - eine Etappe Kroatien-Rundfahrt - eine Etappe Tour of Guangxi 2025 - eine Etappe Türkei-Rundfahrt |

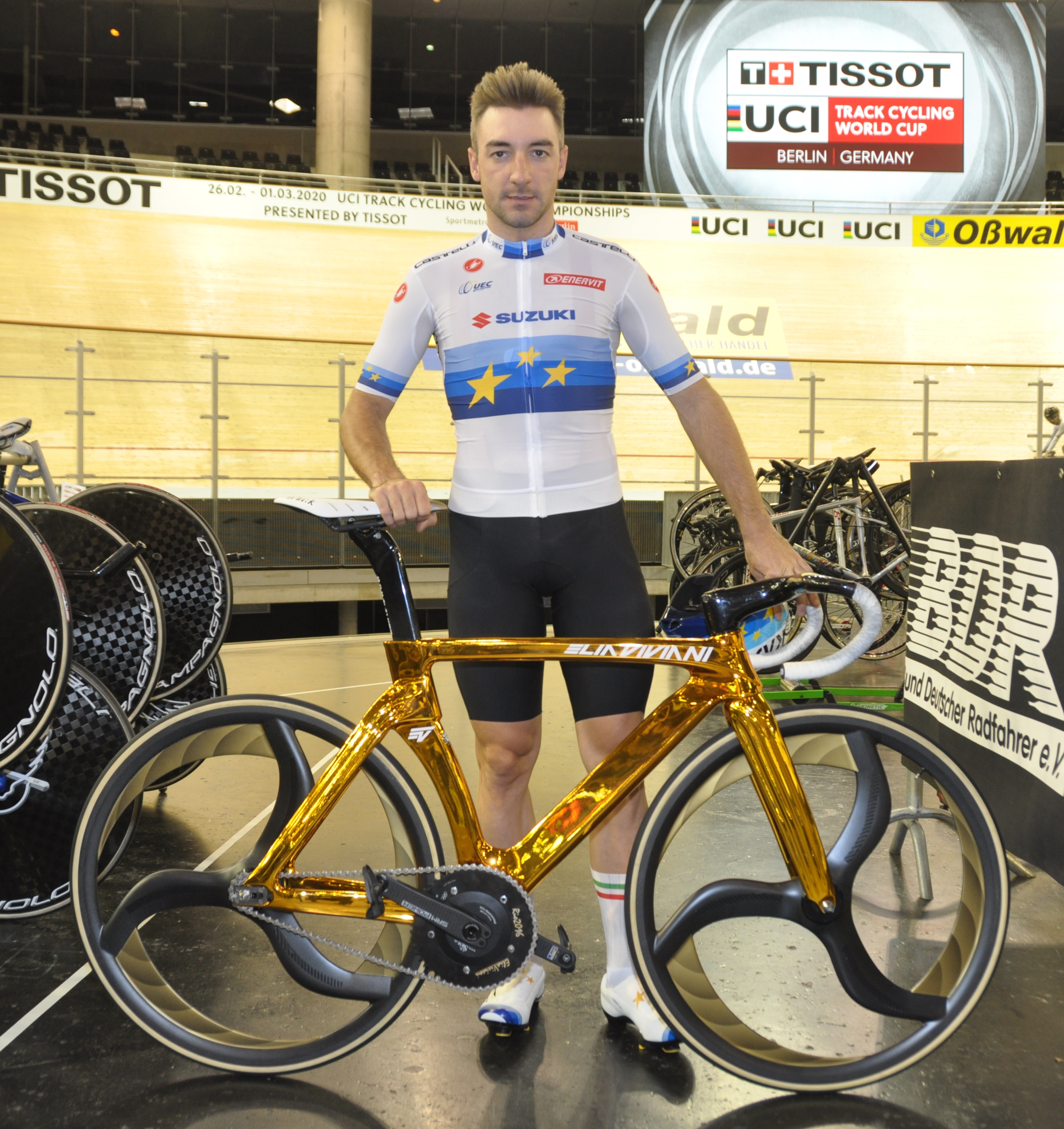
Viviani mit seinem goldenen Bahnrad von Pinarello, das er aus Anlass seines Olympiasieges geschenkt bekam

## Grand-Tour-Platzierungen
| Grand Tour            | 2012 | 2013 | 2014 | 2015 | 2016 | 2017 | 2018 | 2019 | 2020 | 2021 | 2022 | 2023 | 2024 |
| --------------------- | ---- | ---- | ---- | ---- | ---- | ---- | ---- | ---- | ---- | ---- | ---- | ---- | ---- |
| Giro d’ItaliaGiro     | –    | 118  | 145  | 125  | DNF  | –    | 132  | DNF  | 112  | 135  | –    | –    | –    |
| Tour de FranceTour    | –    | –    | 162  | –    | –    | –    | –    | 130  | 135  | –    | –    | –    | –    |
| Vuelta a EspañaVuelta | 128  | –    | –    | –    | –    | –    | 145  | –    | –    | –    | –    | –    | –    |